# 史萊姆的第一個家
史萊姆的第一個家正式創立於1997年，是臺灣的一個知名網站，現以提供合法免費資源為網站功能。將禮物經濟學視為網站運作宗旨的該網站，所提供的軟體多為免費下載，因此在臺灣頗受支持及歡迎。

## 簡介
史萊姆的第一個家的基本型態為提供網路平台，供應其他網友的軟體上傳，並同時讓需求者及瀏覽該網站者下載，其上傳下載軟體內容則均為各種免費或共享合法軟體與中文化程式。該網站的主要財源，多是間接從網頁廣告獲取報酬所得，幾年來該運作方式已成為網際網路上的一種基本商業模式。
史萊姆的第一個家創辦人的網路名稱也叫史萊姆，據本人指稱，該暱稱來自日本知名電玩軟體勇者鬥惡龍中常出現；身體是成液體或果凍狀的虛擬怪物。現仍擔任史萊姆的第一個家站長說，會有此暱稱及網站名稱，皆朋友開玩笑說他長得很像史萊姆。
以「單純提供一些實用的免費軟體與遊戲」為創建構想的該網站，在台灣網際網路迅速脈動及發展中，使用網際網路「分享」特質，來獲得一定的商業網站規模，並從業餘踏入商業運作。而正因標榜免費及迅速更新等重要特色，該網站在台灣曾有極高知名度。以臺灣雅虎關鍵字搜尋排行榜為依據來統計，史萊姆的第一個家曾長居於關鍵字點擊名次數量的第一位或第二位。甚至轄下「好玩遊戲」、「好玩遊戲區」、「好玩遊戲第1頁」或「好玩遊戲第18頁」也常常是熱門關鍵字。